# Conseil économique wallon

Drapeau de la Région wallonne

Le Conseil économique wallon (C.E.W.) était une association sans but lucratif qui avait pour but de défendre les intérêts économiques de la Wallonie. Il a été créé en 1944, pour répondre à des intérêts régionaux spécifiques, sur demande de Maurice Firket. Au fil du temps, le C.E.W. a été renommé successivement Conseil économique régional wallon (C.E.R.W.), Conseil économique et social de la Région wallonne (C.E.S.W.), puis Conseil économique et social de Wallonie. Il a de nombreuses missions comme la sauvegarde des industries wallonnes. Par ses actions, le Conseil économique wallon a notamment eu de l’influence sur la législation ou l’économie.

## Contexte
Le Conseil économique wallon émerge, alors que la Wallonie est plongée dans un contexte socio-économique particulièrement délicat : elle perd sa supériorité industrielle sur la Flandre.
À l’époque, l’industrie wallonne travaillait principalement des matériaux importés qui transitaient notamment par les ports flamands.
La Wallonie a également perdu l’avantage qu’elle tirait du charbon. Par le biais de ses ports, la Flandre avait accès à un charbon à bas prix, conséquence des rivalités anglo-allemandes. La construction de canaux maritimes a permis de faire arriver le charbon loin à l’intérieur des terres ce qui a amené de nombreuses entreprises à s’établir le long de ceux-ci, en territoire flamand. Combiné au fait que ses mines sont en voie d’épuisement, la Wallonie est incapable de rivaliser.
Elle est également peu à même de se défendre en ce qui concerne sa main d’œuvre. Les Flamands sont deux fois plus nombreux que les Wallons et sont beaucoup moins syndiqués que ces derniers. Ce qui, économiquement, présente un avantage.
Enfin, la Flandre attire des industries beaucoup plus diverses que la Wallonie. La vie économique belge se développe selon un axe « bruxello-flandrien ».
C’est dans ce contexte de malaise, alors que l’équilibre économique entre Flamands et Wallons constituait l’un des socles de la politique belge, que le Conseil économique wallon a vu le jour.

## Évolution
Au cours de son existence, le Conseil économique wallon a, à plusieurs reprises, changé de dénomination et vu ses compétences ainsi que son statut évoluer,.
L’histoire du Conseil économique wallon commence en 1939 lorsque Maurice Firket demande la mise en place d’un organe analogue au Conseil économique flamand (Vlaams Economisch Verbond ; V.E.V.). En raison de la Deuxième Guerre mondiale, la création de ce dernier, bien que déjà effectif de manière officieuse, a été postposée à la libération de la Belgique, en 1944. Le Conseil économique wallon verra le jour sous la forme d’une A.S.B.L.  Ce sont Jean Rey, Georges Truffaut et Jules Hiernaux qui en ont été les initiateurs. On compte aussi, parmi ses membres, des gouverneurs de province, comme Pierre Clerdent ou Maurice Brasseur, et des syndicalistes comme André Genot, ou Charles Baré qui deviendra haut fonctionnaire à la Communauté européenne du charbon et de l'acier, des militants wallons comme Maurice Bologne, Fernand Schreurs etc.
En 1971, une loi,  a remplacé le Conseil économique wallon par le Conseil économique régional wallon (C.E.R.W.). C’est sous cette nouvelle appellation qu’il obtiendra un rôle officiel et qu’il deviendra un organe de concertation tripartite rassemblant le patronat, les syndicats et les acteurs politiques. Il sera à l’origine de négociations importantes portant sur l’amélioration des infrastructures de transport, la recherche, etc.
Trois ans après la mise en place de la Région wallonne, le Conseil économique régional wallon fut renommé Conseil économique et social de la Région wallonne (C.E.S.W.) par l’adoption du décret du 25 mai 1983. Composé de représentants syndicaux et patronaux, le C.E.S.W. devient un organe de concertation sociale. Il a pour mission de « rendre des avis, organiser la concertation et assurer le Secrétariat de Conseils spécialisés. »
Aujourd’hui, à la suite de l’adoption du décret du Gouvernement wallon du 27 octobre 2011, ce qui fut le Conseil économique wallon, se dénomme Conseil économique et social de Wallonie.
En 2017, une réforme institutionnelle est venue modifier sa fonction de conseil en réorganisant les structures qui le composent.

## Missions
Le Conseil économique wallon est dirigé par un Conseil d'Administration regroupant une centaine de personnes issues de toute la région wallonne. Celui-ci trace, entre autres, les lignes directrices de la politique du C.E.W. Il comprend également un Comité de Direction chargé de la gestion courante du conseil. Enfin, une Administration centrale, chapeautant une kyrielle de commissions, située au siège social du C.E.W : le Palais des Congrès à Liège. Il existe aussi des sections régionales dans différents centres d'activités. Contrairement à son pendant flamand, le Conseil Économique Flamand, qui est composé uniquement de représentants des patronats, le C.E.W regroupe, en plus de ceux-ci, des représentants du monde ouvrier, des chambres de commerce, ainsi que des personnes de la classe moyenne.
Le Conseil économique wallon se voulait une structure de concertation informelle où se rencontraient hommes politiques de toutes tendances et d'autres personnes proches du monde économique ou patronal.
Il poursuit plusieurs buts précis depuis sa création, tels que la défense et le développement de la région wallonne d'un point de vue économique, ou la thématique de l'émigration de l'industrie wallonne. Et ce, entre autres, afin d'empêcher que les industries ne se déplacent vers la Flandre ou encore vers Bruxelles. Il s'occupe aussi de la sauvegarde des intérêts wallons par rapport à des pactes internationaux, et à la création de nouvelles industries. Pour exemple : la création de l'Institut national d'assistance technique (l'I.N.A.T), mise en place afin d'aider les plus petites entreprises à se développer à travers des techniques plus efficaces grâce à des experts. Enfin, il soutient également les industries déjà opérationnelles.

## Impacts du Conseil économique wallon
Les impacts que le Conseil économique wallon a pu avoir sont directement liés aux activités qu’il a menées. Parmi lesquelles : la publication de rapports sur l’économie régionale wallonne qui a, entre autres, pour objectifs une reconversion des territoires miniers, ou encore, la modernisation des infrastructures publiques.
Le C.E.W. a notamment eu un impact législatif. Ses actions revendicatives en 1961 ont, entre autres, eu des effets sur la révision des allocations familiales.
D’un point de vue économique et, plus particulièrement du développement économique régional, le C.E.W a incité les autorités publiques à rénover des entreprises et à jouer un rôle dans la recherche pour l’amélioration des produits. Il a également participé à la promotion de la Wallonie en y invitant des journalistes et en y attirant des investisseurs.
Il est aussi à l’origine de l’un des mouvements qui revendiquaient, lors de la Grande grève de 1961, la maîtrise des décisions économiques par les Régions. Pour y arriver, il a revendiqué une réforme tendant vers la fédéralisation des structures de l’État. Avec pour effets, la création de frontières linguistiques en 1962 et de quatre zones linguistiques en 1963.
Enfin, malgré sa vocation première qui faisait de lui un organe non officiel, il a acquis, au fur et à mesure, une certaine légitimité, et son autorité a été reconnue de manière implicite.